# 中华路街道 (任丘市)
中华路街道，是中华人民共和国河北省沧州市任丘市下辖的一个街道办事处。
2013年，河北省民政厅批复同意将新华路街道办事处所辖的明珠新村、新世纪、裕华、梅园里、红星里、三街、五街、六街、东关、史家胡同、东凉、徐庄、北各庄、谢刘场、张桥15个居民委员会和西凉、芦各庄2个村民委员会划出，设立中华路街道办事处。中华路街道办事处驻中华路16号。

## 行政区划
中华路街道下辖以下地区：
新世纪社区、裕华社区、幸福社区、京开社区、六街社区、瑞鑫社区、明珠社区、中华社区、昌盛里社区、惠安社区、华油炼厂社区、城关三街村、城关五街村、城关六街村、史家胡同村、东凉村、东关村、北各庄村、谢刘场村、卢各庄村、西凉村、徐庄村和张桥村。